# Orestia loebli
Orestia loebli es una especie de insecto coleóptero de la familia Chrysomelidae.
Fue descrita científicamente en 1992 por Biondi.